# FCバルカン
FCバルカン（英: FC Balkan）は、トルクメニスタンのバルカン州バルカナバートを本拠地とするサッカークラブである。トルクメニスタン・リーグに所属する。

## 概要
1960年に設立された。設立当初はネビチ・バルカナバートという名称だったが、トルクメニスタンサッカー協会の決定により2010年に現在の名称に変更した。国内リーグでは2010年、2011年と二連覇を達成した。

## 獲得タイトル

### 国内タイトル
- トルクメニスタン・リーグ：4回
  - 2004, 2010, 2011, 2012
- トルクメニスタン・カップ：4回
  - 2003, 2004, 2010, 2012
- トルクメニスタン・スーパーカップ：2回
  - 2006, 2011

## 歴代監督
- Tachmurad Agamuradov (1991-1993)
- Amanmyrat Meredow (2004-2008)
- Rejepmyrat Agabaýew (2009)
- Aleksandr Klimenko (2010-2011)
- Amanmyrat Meredow (2011-2012)
- Alikper Gurbani (2012)[2]
- Rahym Gurbanmämmedow (2013-)

## 歴代所属選手
- ウラジミール・バイラモフ 2013